# Farewell to the Fairground
Farewell to the Fairground is een single van de Engelse indierockband White Lies. De single kwam uit op 23 maart 2009 als derde single van hun debuutalbum To Lose My Life....
Het nummer is ook te horen op de soundtrack van het spel Colin McRae: Dirt 2, kwam in de laatste scène van een aflevering van de serie 90210 voor en was te horen in een promo voor de televisieserie The Vampire Diaries.

## Nummers
| Nr. | Titel                                                                | Duur |
| --- | -------------------------------------------------------------------- | ---- |
| 1.  | Farewell to the Fairground (Single-mix)                              |      |
| 2.  | Farewell to the Fairground (Future Funk Squad's "Black Truth"-remix) |      |

| Nr. | Titel                                              | Duur |
| --- | -------------------------------------------------- | ---- |
| 1.  | Farewell to the Fairground                         |      |
| 2.  | Love Lockdown (Live Lounge versie bij BBC Radio 1) |      |

| Nr. | Titel                                                          | Duur |
| --- | -------------------------------------------------------------- | ---- |
| 1.  | Farewell to the Fairground                                     |      |
| 2.  | Farewell to the Fairground (Rory Phillips "White Horse"-remix) |      |

| Nr. | Titel                                                          | Duur |
| --- | -------------------------------------------------------------- | ---- |
| 1.  | Farewell to the Fairground (Single-mix)                        |      |
| 2.  | Love Lockdown (Live Lounge versie bij BBC Radio 1)             |      |
| 3.  | Farewell to the Fairground (Rory Phillips "White Horse"-remix) |      |
| 4.  | Farewell to the Fairground (Disco Bloodbath-remix)             |      |

## Hitnoteringen
| "Farewell to the Fairground" in de Nederlandse Single Top 100 - binnen: 16-05-2009 | "Farewell to the Fairground" in de Nederlandse Single Top 100 - binnen: 16-05-2009 | "Farewell to the Fairground" in de Nederlandse Single Top 100 - binnen: 16-05-2009 | "Farewell to the Fairground" in de Nederlandse Single Top 100 - binnen: 16-05-2009 | "Farewell to the Fairground" in de Nederlandse Single Top 100 - binnen: 16-05-2009 | "Farewell to the Fairground" in de Nederlandse Single Top 100 - binnen: 16-05-2009 |
| Week                                                                               | 1                                                                                  | 2                                                                                  | 3                                                                                  | 4                                                                                  | 5                                                                                  |
| ---------------------------------------------------------------------------------- | ---------------------------------------------------------------------------------- | ---------------------------------------------------------------------------------- | ---------------------------------------------------------------------------------- | ---------------------------------------------------------------------------------- | ---------------------------------------------------------------------------------- |
| Nummer                                                                             | 96                                                                                 | 83                                                                                 | 91                                                                                 | 85                                                                                 | 96                                                                                 |

| Single met hitnotering(en) in de Vlaamse Ultratop 50 | Datum van verschijnen | Datum van binnenkomst | Hoogste positie | Aantal weken | Opmerkingen |
| ---------------------------------------------------- | --------------------- | --------------------- | --------------- | ------------ | ----------- |
| "Farewell to the Fairground"                         | 23-03-2009            | 04-07-2009            | tip6            | 5            |             |

| Nummer met noteringen in de NPO Radio 2 Top 2000 | '16  | '17  | '18  | '19  | '20  | '21  | '22  | '23  | '24  |
| ------------------------------------------------ | ---- | ---- | ---- | ---- | ---- | ---- | ---- | ---- | ---- |
| Farewell to the Fairground                       | 1798 | 1585 | 1312 | 1268 | 1381 | 1342 | 1059 | 1310 | 1364 |

1. ↑  Een vetgedrukt getal geeft de hoogste notering aan.
2. ↑  2016 was het eerste jaar met een notering voor dit nummer.